# Annie Burgess
Annie Burgess, född den 10 april 1969 i Port Moresby i Papua Nya Guinea, är en australisk basketspelare som på hemmaplan i Sydney tog OS-silver 2000. År 2000 var första gången Australien tog silver vid de olympiska baskettävlingarna.